# تجسيد

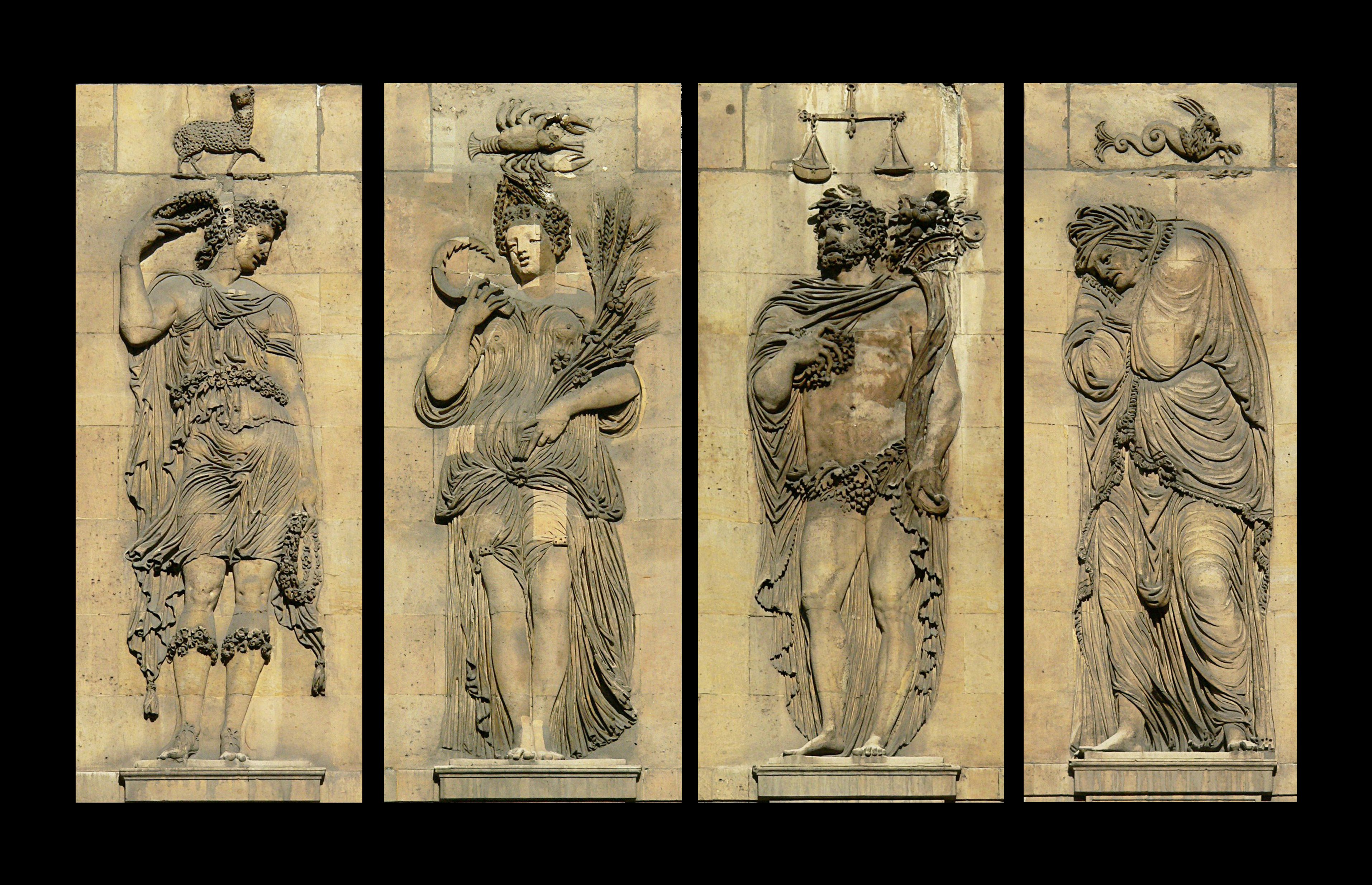
تجسيد الفصول الأربعة

التجسيد (أو التشخيص) هو إبراز المجرَّد في قالبٍ محسوس؛ وهو تمثيل الأشياء أو المفاهيم المجردة في صورة بشرية في سياق الأدب أو الفنون، وهو يُعد ضربًا من ضروب الاستعارة التشبيهية. يستثني التجسيد المذكور هنا التعبيرات الأدبية العابرة مثل «حبست الظلال أنفاسها»، ويغطي الحالات التي يتجلى فيها التجسيد في صورة شخصيات في الأدب، أو تماثيل بشرية في الفنون. تجسد الفنون العديد من الأشياء مثل: الأماكن، لا سيما المدن، والبلدان، والقارات الأربعة؛ وعناصر العالم الطبيعي مثل الشهور، والفصول الأربعة، والرياح الأربعة، والحواس الخمسة؛ والمفاهيم المجردة مثل الفضائل (لا سيما الفضائل الجوهرية الأربعة)، والخطايا، والميوزات التسعة، والموت.
تتجسد الآلهة في صورة بشرية في العديد من الديانات القديمة متعددة الآلهة، كما هو واضح في وصف بعض الآلهة بأنها تختص بشيء معين مثل إله الرعد وإلهة الخصوبة...إلخ. ظهرت تلك النزعة بشكل واضح في الدين الإغريقي القديم والدين الروماني القديم، لا سيما في وصف الآلهة الصغرى. فقدت العديد من تلك الألهة التي صمدت أمام قدوم المسيحية أهميتها الدينية، وأضحت تجسيدات رمزية في صورة بشرية مثل الإلهة تيكه والآلهة الحارسة. ويستثنى من ذلك فيكتوريا، إلهة النصر، التي تحورت لتصبح ملاكًا مسيحيًا.
بصفة عامة تتسم التجسيدات بالفقر الشديد من حيث الروايات الخرافية، ورغم ذلك كان التجسيد سمة بارزة في الميثولوجيا الكلاسيكية التي ضمت الآلهة الأوليمبية العظمى. تميزت أيكونغرافيا التجسيدات العديدة بقدر كبير من الاستمرارية منذ العصور القديمة وحتى القرن الثامن عشر. تميل التجسيدات الأنثوية إلى أن تكون أكثر عددًا من التجسيدات الأنثوية، وذلك حتى قدوم التجسيدات الوطنية الحديثة التي تتسم معظمها بكونها ذكورية.
التجسيد عنصر شائع جدًا في المجاز، حتى أن المؤرخين ومنظري التجسيد يشتكون من كثرة الخلط بين التجسيد والمجاز، ومن غلبة المجاز في النقاشات التي تدور حول التجسيد. إذ تُصنف عدة أمثلة على التجسيد باعتبارها «مجازًا»، وذلك من باب الخطأ. وبحلول القرن العشرين بدا التجسيد موضة بائدة، ولكنه عاد من جديد مع بداية القرن الواحد والعشرين الذي شهد ظهور شخصيات الأبطال الخارقين في العديد من سلاسل القصص المصورة التي هيمنت على السينما الحديثة في سلاسل أفلام الأبطال الخارقين.
علّق إرنست غومبريتش قائلًا: «نحن نميل إلى اعتبار تلك الرموز البشرية العجيبة ذات الطابع الأنثوي الغالب عليها التي تطل علينا من شرفات الكاتدرائيات، وتحيط بنُصُبنا العامة، وتظهر على عملاتنا وأوراقنا المالية أمرًا مُسلمًا به عوضًا عن السؤال عن ماهيتها. دبت الحياة في تلك الشخصيات الأنثوية بمختلف أزيائها في العصور الوسطى، فقد كانت ترحب بالأمراء وقت دخولهم إلى المدن، وجرى ذكرها على الألسنة في عدة خطابات، وكانت تتشاجر أو تعانق بعضها بعضًا في ملحميات أبدية تتخاصم فيها على روح البطل أو تدفع فيها الأحداث دفعًا إلى الأمام. وكلما خرج شاعر من بيته في صباح يوم ربيعي مشمس واضطجع على ضفاف النهر العشبي، تجلت إحدى تلك السيدات إليه في منامه، وحدثته عن نفسها في بضعة سطور».